# Ogen van de Boeddha
De ogen van de Boeddha stellen de alziende ogen van Boeddha voor. De neus heeft de vorm van het cijfer 1 in het Devanagari en de bovenste oogleden zijn half gesloten zodat de iris half te zien is. Dit moet het meditatieve karakter van de Boeddha benadrukken. De wenkbrauwen zijn gebogen en daartussen is een cirkel of spiraal afgebeeld die staat voor de urna, een karakteristiek kenmerk van de Boeddha. Het wordt ook wel gezien als het Ajna (derde oog-chakra, आज्ञा, Ājñā).
De ogen van Boeddha worden geschilderd op de vier zijden van de bovenste trede van een stoepa in Nepal, Sikkim, noord India, Tibet en Bhutan.

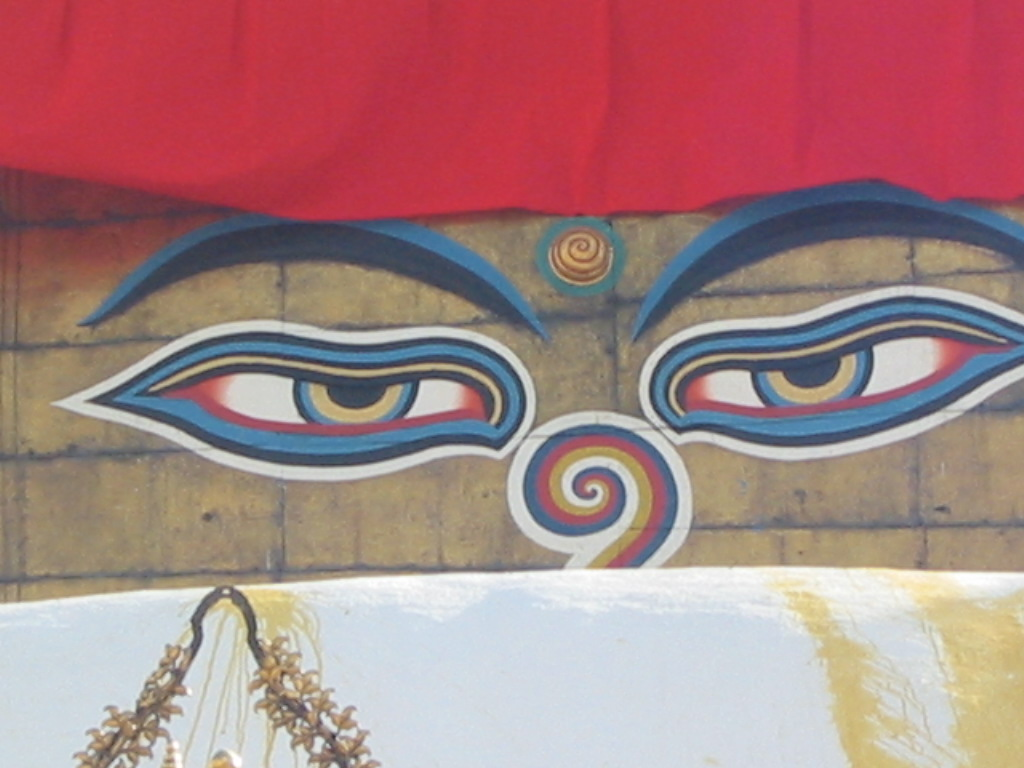
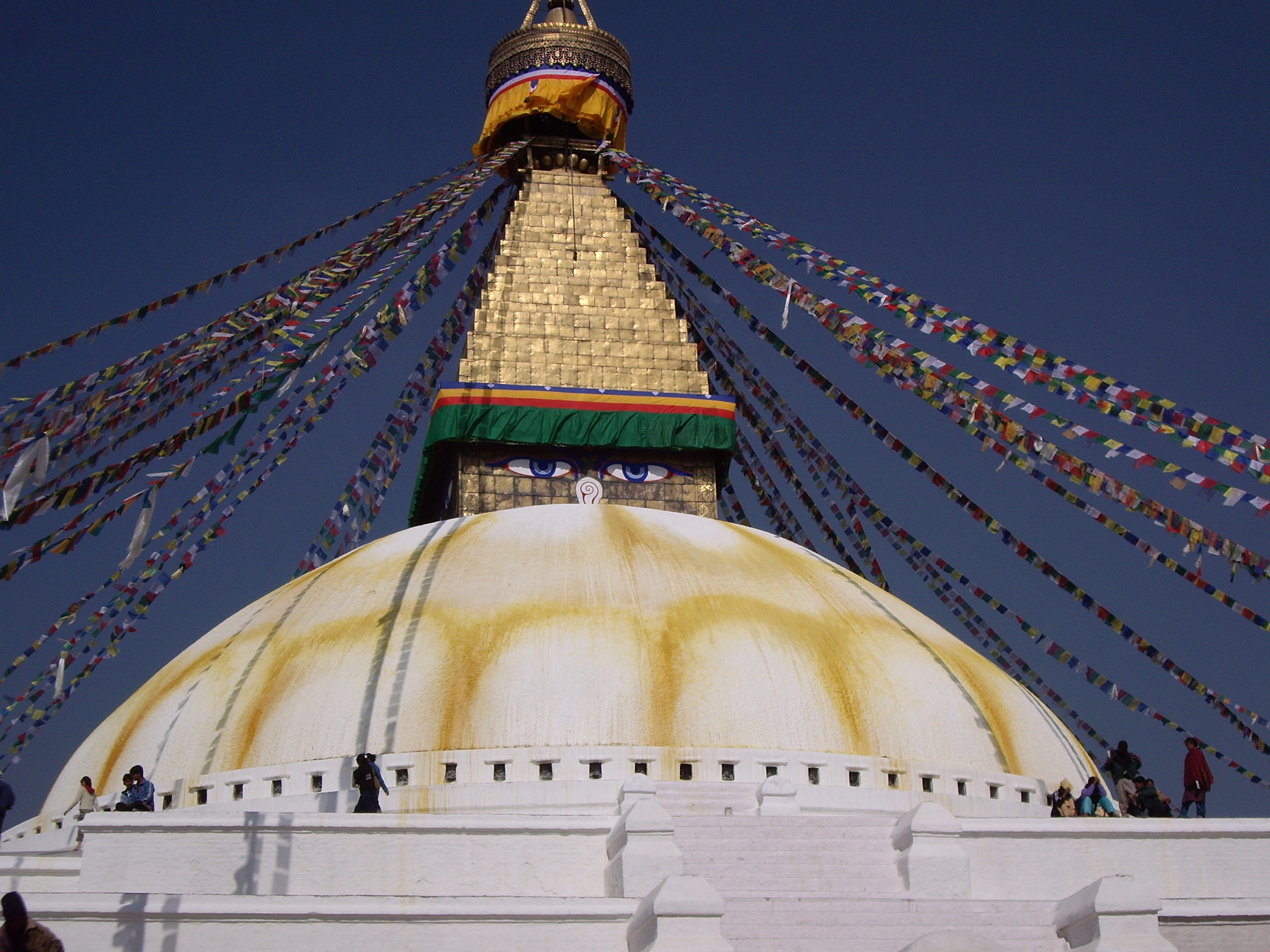
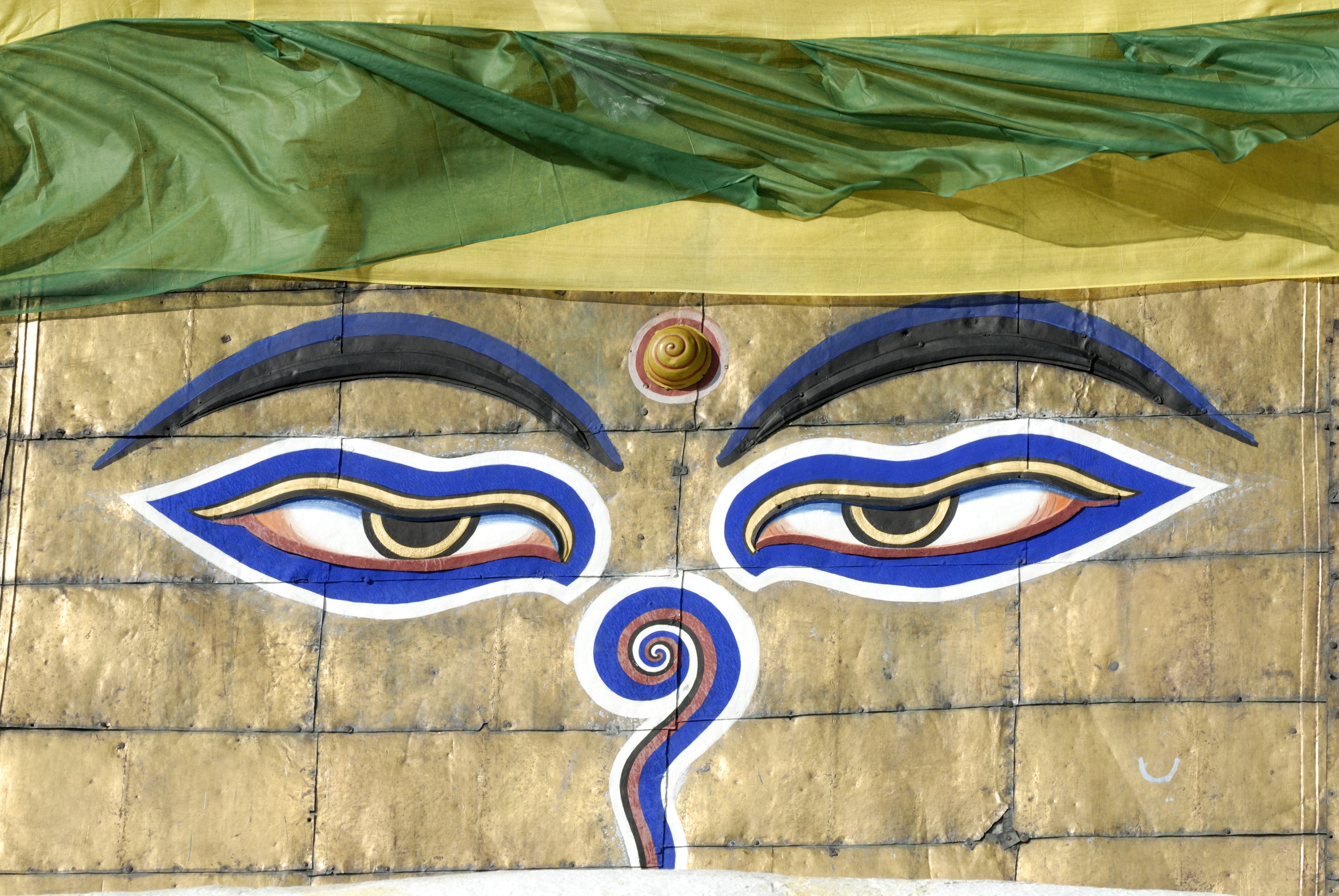
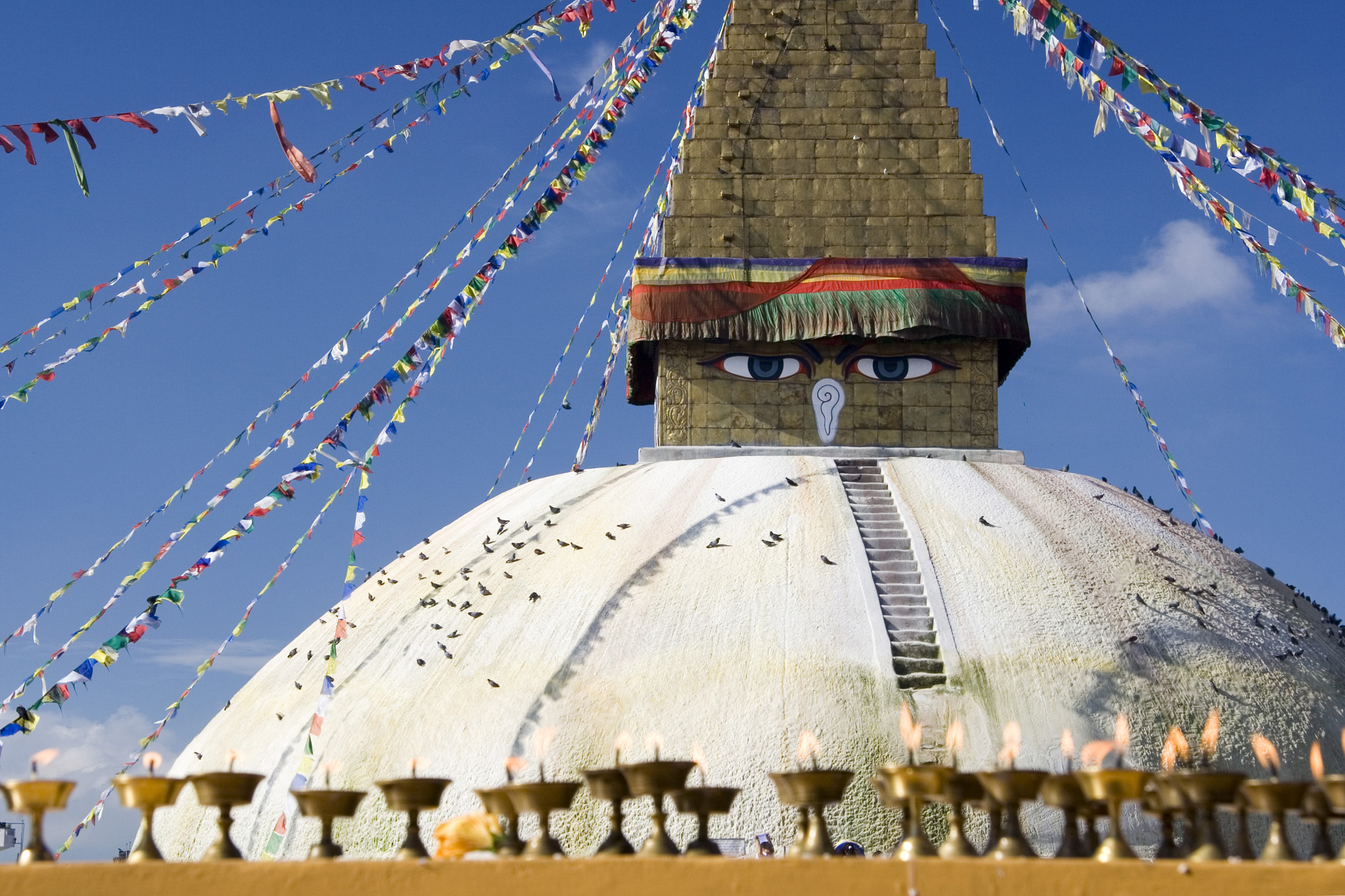